# Pall Mall (Londýn)
Pall Mall (vyslovováno přibližně pel mel) je ulice v londýnském obvodu Westminster. Vede paralelně s Mall od St. James's Street až po Haymarket. Je částí dopravní tepny A4.
Ulice je známá svými pánskými kluby vybudovanými v 19. a počátkem 20. století. Mezi ně patří například Athenaeum, Travellers Club, Reform Club, United Services Club, Oxford & Cambridge Club a Royal Automobile Club.
V minulosti byla také centrem krásného umění. Na počátku 19. století se zde nacházely Royal Academy of Arts, Národní galerie i aukční síň Christie's. Na ulici také v minulosti sídlilo Ministerstvo války (v budovách Cumberland House).
Téměř všechny pozemky na jižní straně Pall Mall patří královskému dvoru již několik století. Na západním konci ulice se nachází St James's Palace. Hned vedle stojí Marlborough House, který byl po určitou dobu královskou rezidencí.
Dalšími architektonicky zajímavými stavbami na Pall Mall jsou Schomberg House a Buckingham House – londýnské sídlo vévody z Buckinghamu (nezaměňovat s Buckinghamským palácem, který byl původně také nazýván Buckingham House).
Jméno ulice pochází z názvu míčové hry pall-mall (předchůdce kroketu), která zde byla hrána v 17. století. Podle ulice je pro změnu zase pojmenována značka cigaret Pall Mall. Název tedy nesouvisí s výrazem pel-mel (nesourodá směsice) pocházejícího s francouzského pêle-mêle.